# Xinkaikou
Xinkaikou är en köping i Kina. Den ligger i storstadsområdet Tianjin, i den norra delen av landet, omkring 62 kilometer norr om stadens centrum. 